# Huncdeus
Huncdeus fue un vikingo que aparece en los Annales Vedastini como un caudillo procedente de Inglaterra que lideró una fuerza de ocho naves y 200 hombres que devastó el curso del Sena hacia el año 896. Posiblemente uno de los caudillos del contingente de Hastein, que regresó al continente en busca de fortuna tras la derrota infringida en 896 por Alfredo el Grande.
A lo largo de su recorrido hacia el norte por el río Mosa, al sur por el Loira y al este por Borgoña, sus tropas fueron incrementadas por otras partidas de vikingos. En 903 las fuerzas de otros dos caudillos, Baret (en nórdico antiguo: Bárðr) y Heric (Heiríkr), posiblemente procedentes de Irlanda, se sumaron a las de Huncdeus y establecieron su base en las aguas bajas del Loira. La expedición no tuvo el éxito esperado y finalmente los vikingos de Huncdeus se retiraron.